# Ulrika Malmgren
Ulrika Malmgren, född 12 september 1960 i Stockholm, är en svensk skådespelare.

## Biografi
Ulrika Malmgren studerade vid Teaterhögskolan i Malmö 1984–1987. Hon blev teaterdirektör i Darling Desperados 1987, ett teaterkompani som grundades av henne själv och skådespelaren Katta Pålsson. 
Hon var programledare för Ny Våg (1979–1983) i P3, som var ett nyskapande radioprogram med fokus på ny musik och den 3 augusti 1994 var hon och Katta Pålsson (Darling Desperados) sommarpratare i Sommar i P1.. 
Ulrika Malmgren arbetar sedan flera år som lektor i scenisk gestaltning vid Stockholms dramatiska högskola,där hon är grundare av och huvudansvarig för det projekt som kallas Eget Projekt. 
Under en teaterfestival kallad Departure (premiär i september månad varje år sedan 2004) visas studenternas föreställningar för allmänheten, och de har varje år lockat en stor, ung publik.
Många av de över hundra egna projekt som tagit form vid Stockholm Dramatiska Högskola får ett fortsatt liv efter avslutad examen. Några exempel är Hamadi Khemiris Signalfel, Albin Flinkas de enda ord kanonerna förstår, Andreas T Olssons Sufflören, Sanna Sundqvists Jag borde få något slags pris och Marall Nasiris femtusen fåglar och en fyrkantig måne. 
Under ett par år på Teaterhögskolan fungerade Ulrika Malmgren även som prorektor.
Ulrika Malmgren har även undervisat på skolor i andra länder; Iceland Academy of the Arts i Reykjavik, Max Reinhardt Seminar i Wien, Hochschule für Schauspielkunst Ernst Busch i Berlin och på Santa Monica Playhouse i Los Angeles. 
Förutom teater, film och TV-produktioner så har Ulrika Malmgren även medverkat i flera radiopjäser och ett antal radiodokumentärer i Sveriges Radio. 
Hon har mottagit Malmö stads kulturstipendium samt diverse stipendier från Konstnärsnämnden, Fritiof Nilsson Piraten med flera.

## Filmografi
- 1982 – Hemligheten
- 1989 – Maskrosbarn
- 1997 – Grötbögen
- 2001 – Familjehemligheter
- 2002 – Klassfesten
- 2004 – Om Ras
- 2006 – Sök
- 2011 – Kronjuvelerna

## Teaterregi i urval
- 1993 – Baby Jane (av Malin Lagerlöf-Holst), Darling Desperados, Stockholms stadsteater, regi Ulrika Malmgren och Katta Pålsson[3]
- 1995 – Trollkarlen från Oz, Darling Desperados, Fakiren, Malmö, manus och regi: Katta Pålsson och Ulrika Malmgren[4]
- 1998 – Singoalla (fritt efter Viktor Rydberg), Darling Desperados, tält vid Kaknästornet, regi: Gunilla Röör och Malmgren-Pålsson[5]
- 1999 – Vampyrernas natt, Darling Desperados, Södra Teatern, regi: Ulrika Malmgren och Katta Pålsson[6]